# 丘愛芝

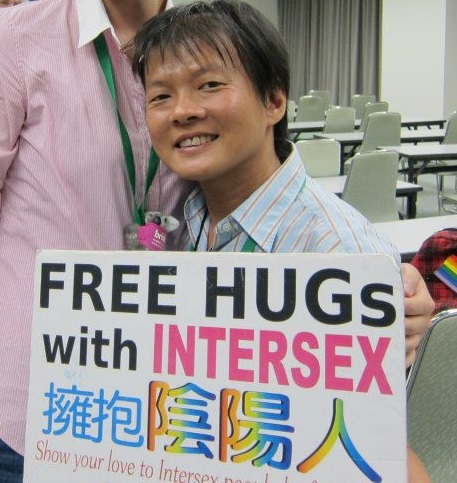
透過無國界「擁抱陰陽人」活動，丘愛芝向世人介紹多元性別的存在

丘愛芝（1966年—）是台灣的人權活動家。他是亞洲華人中第一位公開現身的陰陽人。作為華語圈第一個陰陽人支持團體「國際陰陽人組織-中文版」的創辦人，他致力於推動台灣及其它華語圈的陰陽人權益。

## 生平
丘愛芝生於台北，上有四位兄姊。丘愛芝的父親有為孩子寫日記的習慣，他在丘愛芝出生時寫下「爸爸很抱歉，讓你有這樣的身體，不管你是男生還是女生，爸爸都愛你」。丘愛芝在六歲時被動過兩種手術，一次是剖腹探查內生殖器的手術，一次是切除手術，被手術決定為女性，但他當時並不清楚自己動了什麼手術，長大後詢問父母得到的答案是割盲腸手術，但他和割過盲腸的同學提起此話題時，發現動刀的位置不同。在丘愛芝還不知道自己的性別前，他認為自己是女性，身分證上的註記也是女性，並在成長過程中接受社會對於女性形象的價值灌輸。不過他並沒有經歷女性的青春期，也沒有穿胸罩和使用化妝品，反而是喉結微微突起，也長了一點鬍鬚，此外他的身高從10歲之後就沒有再長高，為144公分。儘管丘愛芝的父母為此帶著他求診，也始終沒有效果，在丘愛芝多次詢問後，他才在17歲那年從父親那裏拿到自己在六歲時的病歷，並得知自己被診斷為假性陰陽人。他表示自己當初對此一無所知，每當他要問父母時，對方的表情總是很痛苦，也沒有告訴他任何資訊，因此他感到很恐怖。
隨著年齡增長，丘愛芝的相貌越來越男性化，在買衣服、上公共廁所時都感到困擾，也時常被問是男或是女，進入輔仁大學英文系後屢屢受到異樣眼光，使得丘愛芝不願意出門或與人交流。進入社會後，他找到一份英文祕書工作，但因性別問題不斷困擾著他，使他告別職場，在家從事翻譯工作。29歲時，他與擔任女同志活動義工時認識的一名女性交往，在十年後因為對方認為他太像男生而分手，這讓他感到無處可去，不得不正視自己的性別處境。在就讀佛光大學生命研究所期間，弄清楚自己的病歷並確認自己是陰陽人，但他並沒有怨恨自己的雙親，他認為他們是為了保護自己才選擇隱瞞。丘愛芝將自己的故事寫成碩士論文《現身、發聲—一個陰陽人的覺醒與實踐歷程》，寫論文的過程中，丘愛芝訪問了母親的友人和鄰居，發現自己的母親從來沒有把自己的性別透露給他們。

### 推動陰陽人人權
2008年時，因為阿根廷的陰陽人題材電影《我是女生，也是男生》，丘愛芝得知了「Intersex」這個名詞，上網查詢之後，發現世界上不是只有自己是陰陽人。在接觸並認識國際陰陽人組織創辦人C.Hinkle後，受到他的鼓勵，丘愛芝在2008年11月8日創辦該組織的中文版「國際陰陽人組織-中文版」，這是中文圈第一個陰陽人支持團體，而他也公開現身表明自己的陰陽人身分，是亞洲華人中第一位公開現身的陰陽人。他在就讀樹德科技大學博士班期間，用該校的百萬圓夢計畫到美國訪問其他陰陽人，並走訪了十多個國家，在十年之間接觸了上百位陰陽人，了解他們的生命故事。
2010年8月15日至9月8日，丘愛芝前往美國與包括C.Hinkle在內的五位陰陽人見面，受到他們的鼓勵，回國後，丘愛芝積極推動陰陽人權益，發起「全球擁抱陰陽人運動」，到台北、馬德里、比利時等地分享經驗，或透過參與同志遊行宣揚信念。作為第一個中文陰陽人組織的創辦者，他也經常收到來自於台灣以外華人的陰陽人的求助訊息。
丘愛芝的故事被緯來電影台改編為電影《海吉拉》（2017年）。

## 觀點
丘愛芝的英文名「Hiker」意思是「漫遊者」，他認為陰陽人探索自己的過程就如同漫遊者一般。他表示對有著二元性別觀念的社會而言，「不男不女」的人一直受到歧視，而「陰陽人」是華人對不男不女的一個普遍俗稱，本身沒有貶意，只是使用者的態度具有貶意。他認為陰陽人可以像「酷兒」一樣，從原本負面的意思轉變為帶有正面意義的詞彙。他不希望有陰陽人在自己懵懂無知的時候被手術失去了完整的身體，也鼓勵其他陰陽人勇敢做自己，不要為了符合社會期待接受不必要的手術。2013年，當中華民國衛福部在召開「性別變更登記認定要件研商會議」並決議變更性別登記不需醫療認定後，丘愛芝評論內政部必須重新學習「性別認同是由當事人認定」這件事。

## 外部連結
- 丘愛芝的Facebook專頁
- 國際陰陽人組織-中文版（页面存档备份，存于）